# Antares (torpediniera)
L'Antares è stata una torpediniera della Regia Marina.

## Storia
All'ingresso dell'Italia nella seconda guerra mondiale l’Antares faceva parte della XII Squadriglia Torpediniere di base a Messina, che formava unitamente alle gemelle Altair, Aldebaran ed Andromeda. Effettuò svariate missioni di scorta sia sulle rotte per l'Albania che per quelle della Libia e nel corso di tale attività abbatté cinque aerei avversari.

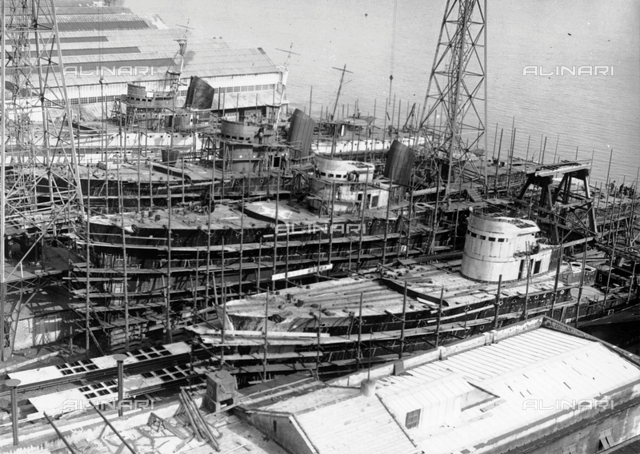
La torpediniera Antares in costruzione insieme alle gemelle Altair Andromeda e Aldebaran

Il 14 giugno 1940 l’Antares e le tre unità sezionarie lasciarono Trapani e furono inviate a La Spezia, in seguito al bombardamento di alcune città liguri da parte di una squadra navale francese.
L'8 agosto l’Antares e la gemella Sagittario scortarono il posamine ausiliario (ex traghetto) Scilla impegnato nella posa di mine al largo di Pantelleria.
Il 5 settembre le quattro unità della XII Squadriglia effettuarono la posa di un campo minato (56 mine) al largo della base della Valletta (Malta).
Alle 10.55 del mattino del 29 dicembre 1940 il convoglio (trasporti truppe Sardegna, Piemonte ed Italia) che l’Antares stava scortando da Valona a Brindisi venne attaccato 11 miglia a ponente di Saseno dal sommergibile greco Proteus, che silurò il grosso trasporto truppe Sardegna: mentre il piroscafo colpito si appruava e si piegava sul fianco sinistro, per poi inabissarsi in posizione 40°31' N e 19°02' E, l’Antares passò immediatamente al contrattacco: individuato quasi subito il sommergibile grazie alle scie dei siluri, la torpediniera italiana gettò undici bombe di profondità sulla sua posizione obbligandolo ad emergere, poi, mentre il Proteus affiorava, l’Antares lo speronò e lo mandò a fondo con l'intero equipaggio (48 uomini), una quarantina di miglia ad est di Brindisi. Dopo aver tratto in salvo i superstiti del Sardegna, l’Antares fece ritorno a Brindisi, dovendo riparare i danni riportati a prua nello speronamento.
Tra il 31 ottobre ed il 1º novembre 1940 Antares, Andromeda, Altair ed Aretusa avrebbero dovuto appoggiare le «Forze Navali Speciali» nelle operazioni di sbarco a Corfù, ma tale sbarco venne cancellato poco dopo la partenza delle navi dalla base; le truppe imbarcate sulle unità da sbarco (due vetusti incrociatori, altrettanti anziani cacciatorpediniere, undici vecchie torpediniere, quattro incrociatori ausiliari, tre navi da sbarco e quattro MAS) vennero trasportate da queste a Valona.

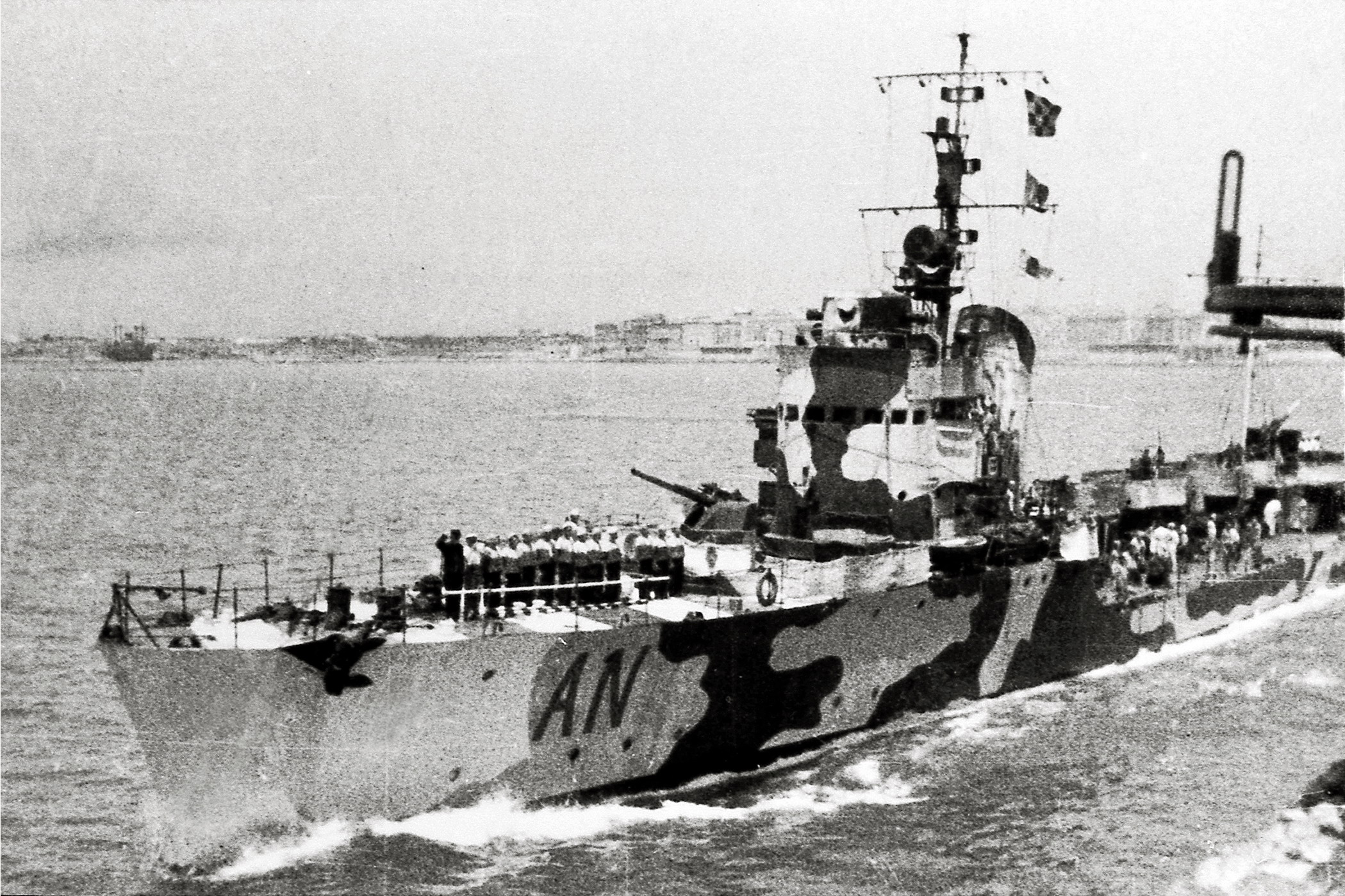
La torpediniera Antares con la colorazione mimetica del 1942

Nel corso del 1941 le scarsamente efficienti mitragliere da 13,2 mm vennero sbarcate e sostituite da 6-10 armi da 20/65 mm, di maggiore efficacia.
Il 17 agosto 1941 l’Antares e l'incrociatore ausiliario Attilio Deffenu scortarono da Valona a Brindisi la motonave Città di Savona.
Il 28 agosto la torpediniera stava scortando le motonavi Cilicia ed Alfredo Oriani da Brindisi a Bengasi quando, alle 13.50, il convoglio venne sottoposto ad un attacco aereo, dal quale però uscì indenne. Alle 18.40, al largo di Morea, la Cilicia venne centrata da due siluri lanciati dal sommergibile britannico Rorqual e s'inabissò in 50 secondi, in posizione 36°00' N e 21°30' E (a sud/sudovest di Capo Gallo): l’Antares reagì cercando di speronare il sommergibile quasi affiorante, ma poté solo danneggiarne il periscopio.
Il 7 settembre 1941 Antares e Deffenu scortarono da Durazzo a Bari un convoglio composto dai trasporti truppe Città di Trapani, Italia e Quirinale.
Il 10 settembre la torpediniera, sempre insieme al Deffenu, scortò Italia e Quirinale da Bari a Durazzo.
Il 12 ottobre 1941 l'unità, nuovamente in compagnia del Deffenu, fu di scorta ai trasporti truppe Francesco Crispi, Piemonte e Viminale in navigazione da Bari a Durazzo. Tre giorni dopo le stesse cinque navi si trasferirono da Durazzo a Patrasso.
Alle tre del pomeriggio del 3 gennaio 1942 l’Antares, nell'ambito dell'operazione «M 43», salpò da Taranto per scortare a Tripoli, insieme alle torpediniere Aretusa, Orsa e Castore, la moderna motonave Monviso e la grande motonave cisterna Giulio Giordani; il convoglio giunse indenne a destinazione il 5 gennaio.
Il 23 giugno dello stesso anno l’Antares e l’Aretusa rilevarono il cacciatorpediniere Turbine e la torpediniera Partenope nella scorta alla motonave Mario Roselli che, danneggiata da aerosiluranti mentre era in rotta per Bengasi, rientrava a Taranto a rimorchio della torpediniera Orsa ed assistita dai rimorchiatori Gagliardo, Pluto, Fauna e Portoferraio.
Alle 9.30 del 24 luglio la motonave Vettor Pisani, che l’Antares stava scortando da Taranto a Tobruk insieme alle torpediniere Orsa e Calliope, venne attaccata ad una decina di miglia da Capo Gherogambo da 9 aerosiluranti Bristol Beaufort scortati da 5 caccia Bristol Beaufighter: colpita da un siluro, la nave, completamente in fiamme (era carica di benzina in fusti), venne portata ad incagliare nei (alle 17.45 del giorno seguente) pressi di Argostoli, continuando a bruciare per alcuni giorni.

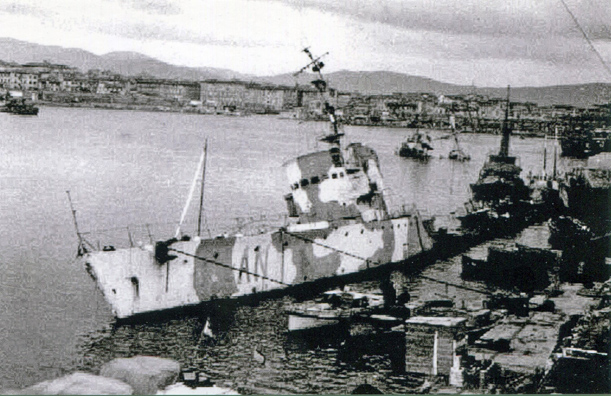
La torpediniera Antares semiaffondata nel porto di Livorno

Il 4 ottobre 1942, a mezzanotte, salpò da Brindisi per scortare – insieme al cacciatorpediniere Zeno e Folgore, cui poi si aggiunsero i cacciatorpediniere Saetta e Camicia Nera (Zeno e Camicia Nera tuttavia lasciarono il convoglio nelle prime ore del 6 ottobre) – la motonave Sestriere, diretta a Bengasi con un importante carico (3030 t di combustibili, 70 di munizioni, 28 carri armati, 144 veicoli, 1060 t di altri materiali). Nonostante continui attacchi di bombardieri statunitensi nel pomeriggio del 6 ottobre (durante i quali la scorta aerea – 3 Messerschmitt Me 110 e 3 Junkers Ju 88 della Luftwaffe – abbatté un quadrimotore americano), le unità giunsero in porto indenni alle 11.30 del 7 ottobre.
Il 20 marzo 1943 il convoglio – motonavi Marco Foscarini e Nicolò Tommaseo – che l’Antares, insieme ad altre unità, stava scortando in Tunisia, venne pesantemente attaccato da 21 bombardieri Consolidated B-24 Liberator e 25 caccia Lockheed P-38 Lightning: la torpediniera abbatté due aerei e la scorta aerea un terzo, sventando l'attacco.
Il 28 maggio 1943 il porto e la città di Livorno vennero sottoposti ad un devastante bombardamento aereo da parte di 92 bombardieri della 12ª USAAF: la città venne devastata con 249 vittime civili, e nel porto vennero affondate o danneggiate numerose unità mercantili e militari. Tra di esse anche l’Antares: colpita e devastata dalle bombe, la torpediniera venne portata all'incaglio su bassifondali per evitarne l'affondamento, ma lì venne abbandonata e lasciata, in quanto relitto inutilizzabile, fino alla fine della guerra (inizialmente ne era stato pianificato il recupero, ma i lavori non erano ancora iniziati alla data dell'armistizio).
La carcassa dell’Antares venne recuperata nel 1946 ed avviata alla demolizione.